# Тентпеггинг

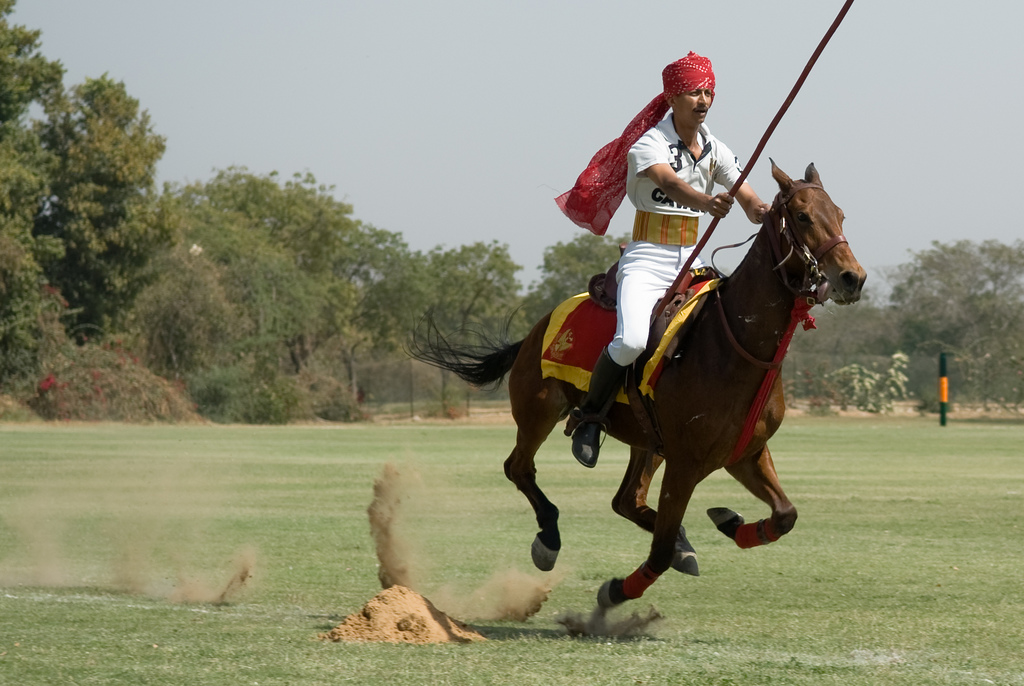

Тентпеггинг (англ. tent pegging, от tent peg — колышек для натягивания палатки) — вид конного спорта, известный с глубокой древности и являющийся одной из десяти дисциплин, признаваемых Международной федерацией конного спорта.
Смысл этого состязания заключается в том, что всадник, вооружённый копьём или мечом, должен во время езды проколоть находящийся на земле маленький предмет (формально называемый «колышек палатки» — tent peg на английском), затем поддев на остриё оружия. В зависимости от страны и конкретной разновидности состязаний у тентпеггинга может быть огромное количество дополнительных правил, регулирующих размеры, массу и вид оружия, время, за которое должна быть поражена цель, «степень прокалывания» цели, количество мишеней, допустимый угол наклона всадника и так далее.
Считается, что тентпеггинг впервые появился в центральной части Азии не позднее IV века до н.э., однако точное время и причины появления такого состязания неизвестны и остаются предметом споров. По одной из версий, тентпеггинг возник в Древней Индии как военное упражнение, позволявшее кавалеристам оттачивать тактику битвы против слонов: в бою воины должны были поражать высокочувствительные области ногтей животных.
В 1982 году тентпеггинг признан Олимпийским советом Азии, а в 2002 году — Международной федерацией конного спорта. На сегодня этот вид спорта имеет относительное распространение в Великобритании, Австралии и ЮАР, но особенно популярен в восточных странах — Индии, Пакистане, Омане, Израиле. Согласно статистике международных чемпионатов, победителями в соревнованиях по тентпеггингу чаще всего становятся конные полицейские.